# Gabriel Garrido
Gabriel Garrido (* 1950 in Buenos Aires) ist ein argentinischer Musiker, Musikwissenschaftler und Dirigent, der überwiegend im Bereich historische Aufführungspraxis tätig ist.

## Leben und Wirken
Bereits im Alter von 17 Jahren war Gabriel Garrido Mitglied des argentinischen Blockflötenquartetts „Pro Arte“, mit dem er unter anderem zwei Europatourneen machte. Er studierte an der Universidad Nacional de La Plata, an der Musikhochschule Zürich und der Schola Cantorum Basiliensis, wo er sich auf die Instrumente Laute, Barockgitarre und historische Rohrblattinstrumente spezialisierte. Er war Mitglied im italienischen Ensemble Ricercare und in Jordi Savalls Ensemble Hesperion XX. Ebenfalls verbindet ihn eine lange Zusammenarbeit mit dem Vokal- und Instrumentalensemble „Studio di Musica Antica Antonio Il Verso“ aus Palermo.
Von 1977 bis zu seiner Pensionierung lehrte er während rund 40 Jahren am Zentrum für Alte Musik (Centre de Musique Ancienne) des Genfer Konservatoriums Blockflöte und Verzierung in der Musik des 17. Jahrhunderts. Hier gründete er 1981 das Ensemble Elyma.
Nach grundlegender Erforschung des Repertoires und der Aufführungspraxis, begann Garrido 1992 mit einer Serie von Einspielungen lateinamerikanischer Barockmusik unter dem Titel „Les Chemins du Baroque“ für das französische Label „K 617“. In der Folge erhielt Garrido eine Einladung der International Music Council (IMC) der UNESCO, Meisterkurse, Vorträge und Konzerte, bei einem der lateinamerikanischen Barockmusik gewidmeten internationalen Symposium in San Carlos de Bariloche zu halten. Für diese Tätigkeit wurde er mit der „UNESCO Mozart Medaille“ ausgezeichnet.
Garrido ist ebenfalls bekannt für seine Aufführungen italienischer Musik, vor allem dem Werk Claudio Monteverdis, wie dessen Opern, Ballette, Vespern und eine Gesamteinspielung der Sammlung geistlicher Werke, „Selva morale e spirituale“. Seit 1990 leitet er am Teatro Massimo in Palermo eine jährliche Opernaufführung. Für seine Verdienste um Pflege der italienischen Barockmusik wurde er 2000 in Venedig, von der „Fondazione Giorgio Cini“ ausgezeichnet.
Auch internationale Festivals engagierten Garrido, unter anderem das Festival d’Ambronay, das Festival de Sarrebourg, das Festival de Beaune oder die Innsbrucker Festwochen der Alten Musik. Am Teatro Colón in Buenos Aires leitete er Aufführungen von Monteverdis L’Orfeo (2001) und Jean-Philippe Rameaus Les Indes Galantes (2002).
Beim Festival Theater der Welt in Mülheim an der Ruhr gelangte 2010 unter seiner Leitung und der Regie von Claudio Valdés Kuri die Oper Montezuma von Carl Heinrich Graun zu einer neuzeitlichen Uraufführung.

## Diskografie (Auswahl)
- 1991 Sigismondo d’India Arie, madrigali e baletti, unter anderem mit Maria Cristina Kiehr (Tactus Records)
- 1992 Il secolo d'Oro nel nuovo mondo - mit Werken von Diego José de Salazar, D. Fernandes, Juan de Sucre, Juan Hidalgo, Francisco de Peñalosa, Gaspar Fernandes, Antonio de Ávila, Hernando Franco, Fray Geronimo Gonzales, Juan Gutiérrez de Padilla, Juan García de Zéspedes, Tomás de Torrejón y Velasco, Juan de Araujo. (Label Symphonia) (Diapason d’or, Dix de repertoire)
- 1992 Lima - La Plata - Missions Jésuites. Les Chemins du Baroque vol. 1, (Label, K617)
- 1992 Domenico Zipoli Vêpres de San Ignacio - Réductions jésuites de Chiquitos. Les Chemins du Baroque, vol. 4, (K617)
- 1993 Torrejón y Velasco Musique à la Cité des Rois Les Chemins du baroque vol. 5, K617
- 1993 Domenico Zipoli Zipoli L’Américain Les Chemins du Baroque, vol.6, K617
- 1993 Domenico Zipoli Zipoli L’Européen Les Chemins du Baroque, vol.7, K617
- 1994 Juan de Araujo L’Or et l’Argent du Haut-Pérou Les Chemins du Baroque, vol.8, K617
- 1994 Bonaventura Rubino: Vespro per lo Stellario della beata Vergine(K617)
- 1995 Marco da Gagliano: La Dafne (K617)
- 1996 Claudio Monteverdi: L’Orfeo (K617) (Diapason d’or, 1997)
- 1996 Musique baroque à la royale Audience de Charcas - Juan de Araujo, Antonio Durán de la Motta, Blas Tardío y Guzmán, Roque Jacinto de Chavarría, Andrés Flores (K617)
- 1996 Domenico Zipoli: San Ignacio, l’Opéra perdu des missions jésuites de l’Amazonie
- 1997 Gerusalemme Liberata - Monteverdi: Il combattimento di Tancredi e Clorinda, Madrigale von Giaches de Wert, Sigismondo d’India, Biagio Marini, Domenico Mazzocchi (K617)
- 1998 Lambert de Beaulieu: Balet Comique de la Royne 1581, Texte von Balthasar de Beaujoyeulx (K617)
- 1998 Roque Ceruti: Vêpres solennelles de Saint Jean Baptiste (K617)
- 1998 Monteverdi: Il ritorno d’Ulisse in patria (K617)
- 1999 Monteverdi: Vespro della Beata Vergine (K617)
- 2000 Le Phénix du Mexique - Villancicos (K617)
- 2000 Tomás de Torrejón y Velasco: La Púrpura de la Rosa
- 2001 Anonym Mission - San Francisco Xavier. Oper und Messe (K617)
- 2002 Bonaventura Aliotti: Oratorium Il Sansone
- 2004 El maestro de baile y otras Tonadillas - Tonadilla: El Maestro de Baile Luis Misón, Ya sale mi guitarra Pablo Esteve, Ya que mi mala fortuna Blas de Laserna, El Vizcaíno Antonio Rosales, La Competencia de las dos hermanas Pablo del Moral
- 2005 Fiesta Criolla Roque Jacinto de Chavarría, Andrés Flores K617
- 2008 Torrejón y Velasco: Corpus Christi à Cusco
- 2008 Gaspar Fernández und Manuel de Sumaya: Musique à la Cathédrale d’Oaxaca
- 2009 Francesco Cavalli: Gli Amori d'Apollo e di Dafne
- 2011 Hanacpachap: Musique latino-américaine du temps des Conquistadores